# Tendon, Vosges
Tendon är en kommun i departementet Vosges i regionen Grand Est (tidigare regionen Lorraine) i nordöstra Frankrike. Kommunen ligger i kantonen Remiremont som tillhör arrondissementet Épinal. År 2022 hade Tendon 504 invånare.

## Befolkningsutveckling
Antalet invånare i kommunen Tendon
| Referens: INSEE |